# Karl Petrič
Karl Petrič, znanstvenik, pesnik in pisatelj, *13. januar 1964
Začetki njegovega literarnega ustvarjanja segajo v zgodnja osemdeseta leta (1982). Svoje pesmi in kratke zgodbe je redno objavljal v literarnih revijah, in sicer v Mladih potih (1986-1988), Dialogih (1986-1987), Obrazih, Vsesledju, Letnih časih (Haiku: 1997-1998), ter v literarnih oddajah Radia Slovenija (1987-2002). V devetdesetih letih so mnoge njegove stvaritve ugledale luč sveta tudi v knjižni obliki: kratka proza in pesmi v zbirkah Kaskader spomina (1993), Skozi pajčolan (1994), kratka proza in igre v zbirki Giljotina pravice (1994), novejše pesmi pa v zbirkah Notranji odmevi (1994) in Semafor mišljenja (1996). V sodelovanju z bratom izrednim profesorjem doc. dr. Teodorjem Petričem, je izdal tudi besedila z notnimi zapisi pod naslovom Vrata v poletje, 1. del (1995). Nekatera svoja razmišljanja o organiziranosti in učinkovanju družbe in posameznika je strnil v esejističnem delu Hierarhologija, 1. del (1995). V letu 2002 je izdal tudi roman z naslovom Kompas usode in zbirko kratkih zgodb z naslovom Čudaki 21. stoletja. Vse njegove knjige so izšle v samozaložbi. 
Leta 2001 je diplomiral na Filozofski Fakulteti v Ljubljani in si pridobil naziv univ. diplomirani bibliotekar. Leta 2005 je Fakulteti za računalništvo in informatiko opravil magisterij in na isti fakulteti leta 2008 zaključil doktorski študij, s čimer si je pridobil naziv doktorja znanosti s področja računalništva in informatike. Je avtor številnih aplikativnih in znanstvenih prispevkov na področju informatike, menedžmenta, bibliotekarstva, sociologije, kriminologije, psihologije, varnosti in zdravja pri delu idr.
Za reference gl. COBISS+ katalog in bibliografijo:
Ogled bibliografije dr. Karla Petriča.